# Thakandhoo
Thakandhoo (Dhivehi: ތުރާކުނު) is een van de bewoonde eilanden van het Haa Alif-atol behorende tot de Maldiven.

## Demografie
Thakandhoo telt (stand september 2006) 419 vrouwen en 429 mannen.